# Levantivka, Bârzula
Levantivka (în ucraineană Левантівка) este un sat în comuna Ocna din raionul Bârzula, regiunea Odesa, Ucraina.

## Demografie
Componența lingvistică a localității Levantivka
     Ucraineană (54,26%)
     Română (41,86%)
     Rusă (3,88%)
Conform recensământului din 2001, majoritatea populației localității Levantivka era vorbitoare de ucraineană (54,26%), existând în minoritate și vorbitori de română (41,86%) și rusă (3,88%).

## Vezi și
- Românii de la est de Nistru